# Portugália az 1992. évi nyári olimpiai játékokon
Portugália a spanyolországi Barcelonában megrendezett 1992. évi nyári olimpiai játékok egyik részt vevő nemzete volt. Az országot az olimpián 14 sportágban 90 sportoló képviselte, akik érmet nem szereztek.

## Atlétika
Férfi
| Versenyző                                                           | Versenyszám     | Előfutam      | Előfutam      | Előfutam      | Elődöntő | Elődöntő | Elődöntő | Döntő         | Döntő         |
| Versenyző                                                           | Versenyszám     | Idő           | Hely.         | Össz.         | Idő      | Hely.    | Össz.    | Idő           | Helyezés      |
| ------------------------------------------------------------------- | --------------- | ------------- | ------------- | ------------- | -------- | -------- | -------- | ------------- | ------------- |
| António Abrantes                                                    | 800 m           | 1:50,89       | 5.            | 40.           | kiesett  | kiesett  | kiesett  | kiesett       | kiesett       |
| Mário da Silva                                                      | 1500 m          | 3:38,57       | 3.            | 14.           | 3:38,09  | 9.       | 9.       | kiesett       | kiesett       |
| Carlos Monteiro                                                     | 5000 m          | 14:00,53      | 10.           | 35.           |          |          |          | kiesett       | kiesett       |
| Raimundo Santos                                                     | 5000 m          | 13:48,06      | 7.            | 27.           |          |          |          | kiesett       | kiesett       |
| Domingos Castro                                                     | 5000 m          | 13:24,57      | 5.            | 5.            |          |          |          | 13:38,08      | 11.           |
| Domingos Castro                                                     | 10 000 m        | nem ért célba | nem ért célba | nem ért célba |          |          |          | kiesett       | kiesett       |
| Fernando Fonces Couto                                               | 10 000 m        | 29:20,06      | 15.           | 33.           |          |          |          | kiesett       | kiesett       |
| Pedro Rodrigues                                                     | 400 m gát       | 49,46         | 5.            | 17.           | kiesett  | kiesett  | kiesett  | kiesett       | kiesett       |
| João Junqueira                                                      | 3000 m akadály  | 8:32,68       | 8.            | 21.           | 8:39,17  | 10.      | 21.      | kiesett       | kiesett       |
| Dionísio Castro                                                     | Maraton         |               |               |               |          |          |          | nem ért célba | nem ért célba |
| Joaquim Pinheiro                                                    | Maraton         |               |               |               |          |          |          | nem ért célba | nem ért célba |
| António Pinto                                                       | Maraton         |               |               |               |          |          |          | nem ért célba | nem ért célba |
| José Urbano                                                         | 20 km gyaloglás |               |               |               |          |          |          | kizárták      | kizárták      |
| José Urbano                                                         | 50 km gyaloglás |               |               |               |          |          |          | 4:16:31       | 25.           |
| José Magalhães                                                      | 50 km gyaloglás |               |               |               |          |          |          | 4:20:12       | 28.           |
| José Pinto                                                          | 50 km gyaloglás |               |               |               |          |          |          | kizárták      | kizárták      |
| Luís Cunha Pedro Miguel Curvelo Luís Barroso Pedro Agostinho        | 4 × 100 m váltó | 40,30         | 5.            | 18.           | kiesett  | kiesett  | kiesett  | kiesett       | kiesett       |
| José Paulo Mendes Pedro Rodrigues Álvaro Silva Paulo Miguel Curvelo | 4 × 400 m váltó | 3:10,11       | 7.            | 18.           |          |          |          | kiesett       | kiesett       |

| Versenyző      | Versenyszám | Selejtező | Selejtező | Döntő    | Döntő    |
| Versenyző      | Versenyszám | Eredmény  | Helyezés  | Eredmény | Helyezés |
| -------------- | ----------- | --------- | --------- | -------- | -------- |
| Nuno Fernandes | Rúdugrás    | 500 cm    | 29.       | kiesett  | kiesett  |

Női
| Versenyző                                                | Versenyszám     | Előfutam | Előfutam | Előfutam | Negyeddöntő | Negyeddöntő | Negyeddöntő | Elődöntő | Elődöntő | Elődöntő | Döntő         | Döntő         |
| Versenyző                                                | Versenyszám     | Idő      | Hely.    | Össz.    | Idő         | Hely.       | Össz.       | Idő      | Hely.    | Össz.    | Idő           | Helyezés      |
| -------------------------------------------------------- | --------------- | -------- | -------- | -------- | ----------- | ----------- | ----------- | -------- | -------- | -------- | ------------- | ------------- |
| Lucrécia Jardim                                          | 100 m           | 11,58    | 4.       | 21.      | 11,66       | 7.          | 23.         | kiesett  | kiesett  | kiesett  | kiesett       | kiesett       |
| Lucrécia Jardim                                          | 200 m           | 23,26    | 3.       | 15.      | 23,09       | 5.          | 19.         | kiesett  | kiesett  | kiesett  | kiesett       | kiesett       |
| Carla Sacramento                                         | 800 m           | 2:00,57  | 3.       | 14.      |             |             |             | 2:02,85  | 6.       | 14.      | kiesett       | kiesett       |
| Carla Sacramento                                         | 1500 m          | 4:10,01  | 5.       | 19.      |             |             |             | 4:05,54  | 9.       | 16.      | kiesett       | kiesett       |
| Fernanda Ribeiro                                         | 3000 m          | 9:07,69  | 9.       | 26.      |             |             |             |          |          |          | kiesett       | kiesett       |
| Albertina Dias                                           | 10 000 m        | 32:31,95 | 6.       | 16.      |             |             |             |          |          |          | 32:03,93      | 13.           |
| Conceição Ferreira                                       | 10 000 m        | 32:15,05 | 9.       | 11.      |             |             |             |          |          |          | nem ért célba | nem ért célba |
| Fernanda Marques                                         | 10 000 m        | 32:38,16 | 8.       | 18.      |             |             |             |          |          |          | nem ért célba | nem ért célba |
| Marta Moreira                                            | 400 m gát       | 58,24    | 6.       | 22.      |             |             |             | kiesett  | kiesett  | kiesett  | kiesett       | kiesett       |
| Aurora Cunha                                             | Maraton         |          |          |          |             |             |             |          |          |          | nem ért célba | nem ért célba |
| Manuela Machado                                          | Maraton         |          |          |          |             |             |             |          |          |          | 2:38:22       | 7.            |
| Susana Feitor                                            | 10 km gyaloglás |          |          |          |             |             |             |          |          |          | kizárták      | kizárták      |
| Isilda Gonçalves                                         | 10 km gyaloglás |          |          |          |             |             |             |          |          |          | 50:23         | 34.           |
| Marta Moreira Lucrécia Jardim Elsa Amaral Eduarda Coelho | 4 × 400 m váltó | 3:29,38  | 4.       | 8.       |             |             |             |          |          |          | 3:36,85       | 8.            |

| Versenyző      | Versenyszám   | Selejtező | Selejtező | Döntő    | Döntő    |
| Versenyző      | Versenyszám   | Eredmény  | Helyezés  | Eredmény | Helyezés |
| -------------- | ------------- | --------- | --------- | -------- | -------- |
| Teresa Machado | Diszkoszvetés | 49,58 m   | 28.       | kiesett  | kiesett  |

## Birkózás
Kötöttfogású
| Versenyző     | Versenyszám | Csoportkör                                                                      | Csoportkör | Helyosztók        | Helyosztók        | Helyosztók        | Bronz- mérkőzés   | Döntő             | Helyezés    |
| Versenyző     | Versenyszám | Csoportkör                                                                      | Csoportkör | 9. helyért        | 7. helyért        | 5. helyért        | Bronz- mérkőzés   | Döntő             | Helyezés    |
| Versenyző     | Versenyszám | Ellenfél Eredmény                                                               | Hely.      | Ellenfél Eredmény | Ellenfél Eredmény | Ellenfél Eredmény | Ellenfél Eredmény | Ellenfél Eredmény | Helyezés    |
| ------------- | ----------- | ------------------------------------------------------------------------------- | ---------- | ----------------- | ----------------- | ----------------- | ----------------- | ----------------- | ----------- |
| Paulo Martins | 74 kg       | B csoport · Dobri Ivanov (BUL) · 1-6 · Vej Csing-kun (Wei Qingkun) (CHN) · 0-16 | 8.         | kiesett           | kiesett           | kiesett           | kiesett           | kiesett           | helyezetlen |

## Cselgáncs
Férfi
| Versenyző       | Versenyszám | Selejtező                          | 32-es főtábla                                    | Nyolcaddöntő      | Negyeddöntő       | Elődöntő          | Vigaszág első kör | Vigaszág nyolcaddöntő          | Vigaszág negyeddöntő | Vigaszág elődöntő | Bronz- mérkőzés   | Döntő             | Helyezés |
| Versenyző       | Versenyszám | Ellenfél Eredmény                  | Ellenfél Eredmény                                | Ellenfél Eredmény | Ellenfél Eredmény | Ellenfél Eredmény | Ellenfél Eredmény | Ellenfél Eredmény              | Ellenfél Eredmény    | Ellenfél Eredmény | Ellenfél Eredmény | Ellenfél Eredmény | Helyezés |
| --------------- | ----------- | ---------------------------------- | ------------------------------------------------ | ----------------- | ----------------- | ----------------- | ----------------- | ------------------------------ | -------------------- | ----------------- | ----------------- | ----------------- | -------- |
| Rui Ludovino    | Légsúly     | Gilberto García (DOM) · 0010-0000  | Dashgombyn Battulga (MGL) · 0000-1000            | kiesett           | kiesett           | kiesett           |                   |                                |                      |                   |                   |                   | 23.      |
| Augusto Almeida | Harmatsúly  | Vicente Céspedes (PAR) · 1000-0000 | Rogério Cardoso (BRA) · 0000-1000                |                   |                   |                   |                   | Kim Sang-Mun (KOR) · 0000-1000 | kiesett              | kiesett           | kiesett           |                   | 13.      |
| Rui Domingues   | Könnyűsúly  | erőnyerő                           | Si Cseng-seng (Shi Chengsheng) (CHN) · 0000-0100 | kiesett           | kiesett           | kiesett           |                   |                                |                      |                   |                   |                   | 22.      |
| António Matias  | Váltósúly   | erőnyerő                           | Anton Summer (AUT) · 0000-1100                   | kiesett           | kiesett           | kiesett           |                   |                                |                      |                   |                   |                   | 22.      |
| Pedro Cristóvão | Középsúly   | erőnyerő                           | Daniel Kistler (SUI) · 0000-0001                 | kiesett           | kiesett           | kiesett           |                   |                                |                      |                   |                   |                   | 21.      |

Női
| Versenyző        | Versenyszám  | Selejtező                              | Nyolcaddöntő                        | Negyeddöntő                         | Elődöntő          | Vigaszág nyolcaddöntő | Vigaszág negyeddöntő             | Vigaszág elődöntő                   | Bronz- mérkőzés   | Döntő             | Helyezés |
| Versenyző        | Versenyszám  | Ellenfél Eredmény                      | Ellenfél Eredmény                   | Ellenfél Eredmény                   | Ellenfél Eredmény | Ellenfél Eredmény     | Ellenfél Eredmény                | Ellenfél Eredmény                   | Ellenfél Eredmény | Ellenfél Eredmény | Helyezés |
| ---------------- | ------------ | -------------------------------------- | ----------------------------------- | ----------------------------------- | ----------------- | --------------------- | -------------------------------- | ----------------------------------- | ----------------- | ----------------- | -------- |
| Paula Saldanha   | Harmatsúly   | Ravdangiin Dechinmaa (MGL) · 1000-0000 | Lyne Poirier (CAN) · 0001-0000      | Jessica Gal (NED) · 0000-1000       |                   |                       | Dina Maksutova (EUN) · 0010-0000 | Alessandra Giungi (ITA) · 0000-0010 | kiesett           |                   | 7.       |
| Filipa Cavalleri | Könnyűsúly   | Z. Blagojevic (IOP) · visszalépett     | Prateep Pinitwong (THA) · 0010-0000 | Nicole Flagothier (BEL) · 0000-0010 |                   |                       | Kate Donahoo (USA) · 0000-0100   | kiesett                             | kiesett           |                   | 9.       |
| Sandra Godinho   | Félnehézsúly | Ulla Werbrouck (BEL) · 0000-0010       | kiesett                             | kiesett                             | kiesett           |                       |                                  |                                     |                   |                   | 20.      |

## Evezés
Férfi
| Versenyző                               | Versenyszám  | Előfutam | Előfutam | Vigaszág | Vigaszág | Elődöntő | Elődöntő | Elődöntő | Döntő | Döntő   | Döntő | Helyezés |
| Versenyző                               | Versenyszám  | Idő      | Hely.    | Idő      | Hely.    | Típus    | Idő      | Hely.    | Típus | Idő     | Hely. | Helyezés |
| --------------------------------------- | ------------ | -------- | -------- | -------- | -------- | -------- | -------- | -------- | ----- | ------- | ----- | -------- |
| Daniel Jorge Alves João Fernando Santos | Kétpárevezős | 6:54,55  | 5.       | 6:46,14  | 4.       | C/D      | 6:32,01  | 4.       | D     | 6:42,00 | 1.    | 18.      |

## Íjászat
Női
| Versenyző    | Versenyszám | Selejtező | Selejtező | Selejtező | Selejtező | Selejtező | Selejtező | Selejtező | Selejtező | Selejtező | Selejtező | Kieséses szakasz                                   | Kieséses szakasz  | Kieséses szakasz  | Kieséses szakasz  | Kieséses szakasz  | Helyezés |
| Versenyző    | Versenyszám | 30 m      | 30 m      | 50 m      | 50 m      | 60 m      | 60 m      | 70 m      | 70 m      | Pont      | Hely.     | 32-es főtábla                                      | Nyolcaddöntő      | Negyeddöntő       | Elődöntő          | Döntő             | Helyezés |
| Versenyző    | Versenyszám | Pont      | Hely.     | Pont      | Hely.     | Pont      | Hely.     | Pont      | Hely.     | Pont      | Hely.     | Ellenfél Eredmény                                  | Ellenfél Eredmény | Ellenfél Eredmény | Ellenfél Eredmény | Ellenfél Eredmény | Helyezés |
| ------------ | ----------- | --------- | --------- | --------- | --------- | --------- | --------- | --------- | --------- | --------- | --------- | -------------------------------------------------- | ----------------- | ----------------- | ----------------- | ----------------- | -------- |
| Ana de Sousa | Egyéni      | 336       | 43.       | 321       | 15.       | 334       | 6.        | 297       | 34.       | 1288      | 22.       | Ma Hsziang-csün (Ma Xiangjun) (CHN) (11.) · 98-101 | kiesett           | kiesett           | kiesett           | kiesett           | 26.      |

## Kajak-kenu

### Síkvízi
Férfi
| Versenyző                                                     | Versenyszám         | Előfutam | Előfutam | Előfutam | Vigaszág | Vigaszág | Vigaszág | Elődöntő | Elődöntő | Elődöntő | Döntő   | Döntő    |
| Versenyző                                                     | Versenyszám         | Idő      | Hely.    | Össz.    | Idő      | Hely.    | Össz.    | Idő      | Hely.    | Össz.    | Idő     | Helyezés |
| ------------------------------------------------------------- | ------------------- | -------- | -------- | -------- | -------- | -------- | -------- | -------- | -------- | -------- | ------- | -------- |
| José Garcia                                                   | Kajak egyes 500 m   | 1:42,96  | 3.       | 12.      | 1:41,84  | 3.       | 8.       | 1:45,88  | 9.       | 18.      | kiesett | kiesett  |
| José Garcia                                                   | Kajak egyes 1000 m  | 3:46,82  | 4.       | 19.      | 3:34,92  | 1.       | 5.       | 3:37,34  | 3.       | 6.       | 3:41,60 | 6.       |
| José Antonio Silva Joaquim Queiróz                            | Kajak kettes 500 m  | 1:37,73  | 6.       | 17.      | 1:33,57  | 2.       | 11.      | 1:32,33  | 7.       | 13.      | kiesett | kiesett  |
| José Antonio Silva Joaquim Queiróz                            | Kajak kettes 1000 m | 3:22,46  | 3.       | 13.      | 3:18,42  | 4.       | 6.       | 3:22,75  | 8.       | 14.      | kiesett | kiesett  |
| Belmiro Penetra António Brinco Rui Fernandes António Monteiro | Kajak négyes 1000 m | 3:02,38  | 5.       | 13.      |          |          |          | 3:00,90  | 7.       | 15.      | kiesett | kiesett  |

## Lovaglás
Díjugratás
| Versenyző    | Ló     | Versenyszám | Selejtező | Selejtező | Selejtező | Selejtező | Selejtező | Selejtező    | Selejtező  | Selejtező  | Döntő   | Döntő   | Döntő   | Döntő   | Végeredmény | Végeredmény |
| Versenyző    | Ló     | Versenyszám | 1. kör    | 1. kör    | 2. kör    | 2. kör    | 2. kör    | 3. kör       | Összesítés | Összesítés | 1. kör  | 1. kör  | 2. kör  | 2. kör  | Végeredmény | Végeredmény |
| Versenyző    | Ló     | Versenyszám | Pont      | Hely.     | Pont      | Össz.     | Hely.     | Pont         | Pont       | Hely.      | Bünt.   | Hely.   | Bünt.   | Hely.   | Pont/Bünt   | Helyezés    |
| ------------ | ------ | ----------- | --------- | --------- | --------- | --------- | --------- | ------------ | ---------- | ---------- | ------- | ------- | ------- | ------- | ----------- | ----------- |
| Jorge Matias | Windus | Egyéni      | 0,00      | 81.       | 0,00      | 0,00      | 83.       | visszalépett | 0,00       | 83.        | kiesett | kiesett | kiesett | kiesett | 0,00        | 83.*        |

Lovastusa
| Versenyző                                                       | Ló                                        | Versenyszám | Díjlovaglás | Díjlovaglás | Tereplovaglás | Tereplovaglás | Tereplovaglás | Díjugratás   | Díjugratás   | Végeredmény  | Végeredmény  |
| Versenyző                                                       | Ló                                        | Versenyszám | Bünt.       | Hely.       | Bünt.         | Hely.         | Össz.         | Bünt.        | Hely.        | Bünt.        | Helyezés     |
| --------------------------------------------------------------- | ----------------------------------------- | ----------- | ----------- | ----------- | ------------- | ------------- | ------------- | ------------ | ------------ | ------------ | ------------ |
| António Bráz                                                    | Friends Forever                           | Egyéni      | 85,00       | 75.         | 143,60        | 57.           | 59.           | 10,00        | 24.          | 238,60       | 58.          |
| Vasco Ramires, Jr.                                              | Bahone                                    | Egyéni      | 91,40       | 79.         | 82,40         | 39.           | 47.           | 0,00         | 1.           | 173,80       | 41.          |
| António Ramos                                                   | Carioca                                   | Egyéni      | 72,40       | 61.         | 102,80        | 47.           | 48.           | 11,50        | 41.          | 186,70       | 46.          |
| Alberto Rodrigues                                               | Papiza Jac                                | Egyéni      | 69,80       | 54.         | visszalépett  | visszalépett  | visszalépett  | visszalépett | visszalépett | visszalépett | visszalépett |
| António Bráz Vasco Ramires, Jr. António Ramos Alberto Rodrigues | Friends Forever Bahone Carioca Papiza Jac | Csapat      | 248,80      | 18.         | 328,80        | 14.           | 15.           | 21,50        | 4.           | 599,10       | 15.          |

* - négy másik versenyzővel azonos eredményt ért el

## Öttusa
| Versenyző      | Versenyszám | Vívás    | Vívás | Vívás | Úszás  | Úszás | Úszás | Lövészet | Lövészet | Lövészet | Futás   | Futás | Futás | Lovaglás | Lovaglás | Lovaglás | Összesen    | Összesen |
| Versenyző      | Versenyszám | Pontszám | Pont  | Hely. | Idő    | Pont  | Hely. | Eredmény | Pont     | Hely.    | Idő     | Pont  | Hely. | Idő      | Pont     | Hely.    | Összes pont | Helyezés |
| -------------- | ----------- | -------- | ----- | ----- | ------ | ----- | ----- | -------- | -------- | -------- | ------- | ----- | ----- | -------- | -------- | -------- | ----------- | -------- |
| Manuel Barroso | Egyéni      | 19-46    | 541   | 61.*  | 3:23,2 | 1248  | 25.   | 159      | 595**    | 65.      | 12:26,0 | 1327  | 1.    | 1:58,7   | 1008     | 26.      | 4719        | 53.      |

* - két másik versenyzővel azonos eredményt ért el

** - lövészetben 60 pontos büntetést kapott

## Sportlövészet
Női
| Versenyző              | Versenyszám | Selejtező | Selejtező | Döntő   | Döntő    |
| Versenyző              | Versenyszám | Pont      | Helyezés  | Pont    | Helyezés |
| ---------------------- | ----------- | --------- | --------- | ------- | -------- |
| Carla Cristina Ribeiro | Légpuska    | 387       | 26.**     | kiesett | kiesett  |

Nyílt
| Versenyző        | Versenyszám | Selejtező | Selejtező | Elődöntő | Elődöntő | Döntő   | Döntő    |
| Versenyző        | Versenyszám | Pont      | Helyezés  | Pont     | Helyezés | Pont    | Helyezés |
| ---------------- | ----------- | --------- | --------- | -------- | -------- | ------- | -------- |
| António Palminha | Trap        | 145       | 14.       | 193      | 11.*     | kiesett | kiesett  |
| João Rebelo      | Trap        | 145       | 10.       | 191      | 16.***   | kiesett | kiesett  |
| Manuel da Silva  | Trap        | 146       | 6.        | 193      | 11.*     | kiesett | kiesett  |

* - két másik versenyzővel azonos eredményt ért el

** - három másik versenyzővel azonos eredményt ért el

*** - négy másik versenyzővel azonos eredményt ért el

## Tenisz
Férfi
| Versenyző                   | Versenyszám | 64-es főtábla                                         | 32-es főtábla                                                   | Nyolcaddöntő      | Negyeddöntő       | Elődöntő          | Döntő             | Helyezés |
| Versenyző                   | Versenyszám | Ellenfél Eredmény                                     | Ellenfél Eredmény                                               | Ellenfél Eredmény | Ellenfél Eredmény | Ellenfél Eredmény | Ellenfél Eredmény | Helyezés |
| --------------------------- | ----------- | ----------------------------------------------------- | --------------------------------------------------------------- | ----------------- | ----------------- | ----------------- | ----------------- | -------- |
| Bernardo Mota               | Egyes       | Goran Ivanišević (CRO) · 2-6, 2-6, 7-6(7–5), 6-4, 3-6 | kiesett                                                         | kiesett           | kiesett           | kiesett           | kiesett           | 33.      |
| Emanuel Couto Bernardo Mota | Páros       |                                                       | Franciaország (FRA) · Guy Forget · Henri Leconte · 1-6, 3-6 1-6 | kiesett           | kiesett           | kiesett           | kiesett           | 17.      |

## Tollaslabda
| Versenyző                        | Versenyszám | Selejtező                             | 32-es főtábla                                                      | Nyolcaddöntő      | Negyeddöntő       | Elődöntő          | Döntő             | Helyezés |
| Versenyző                        | Versenyszám | Ellenfél Eredmény                     | Ellenfél Eredmény                                                  | Ellenfél Eredmény | Ellenfél Eredmény | Ellenfél Eredmény | Ellenfél Eredmény | Helyezés |
| -------------------------------- | ----------- | ------------------------------------- | ------------------------------------------------------------------ | ----------------- | ----------------- | ----------------- | ----------------- | -------- |
| Ricardo Fernandes                | Férfi egyes | Robert Liljequist (FIN) · 3-15, 11-15 | kiesett                                                            | kiesett           | kiesett           | kiesett           | kiesett           | 33.      |
| Fernando Silva                   | Férfi egyes | Peter Axelsson (SWE) · 7-15, 8-15     | kiesett                                                            | kiesett           | kiesett           | kiesett           | kiesett           | 33.      |
| Ricardo Fernandes Fernando Silva | Férfi páros |                                       | Egyesült Államok (USA) · Benjamin Lee · Thomas Reidy · 1-15, 10-15 | kiesett           | kiesett           | kiesett           | kiesett           | 17.      |

## Úszás
Férfi
| Versenyző         | Versenyszám    | Előfutam | Előfutam | Előfutam | Döntő   | Döntő   | Döntő   | Helyezés |
| Versenyző         | Versenyszám    | Idő      | Hely.    | Össz.    | Típus   | Idő     | Hely.   | Helyezés |
| ----------------- | -------------- | -------- | -------- | -------- | ------- | ------- | ------- | -------- |
| Paulo Trindade    | 50 m gyors     | 23,81    | 8.       | 36.      | kiesett | kiesett | kiesett | kiesett  |
| Artur Costa       | 400 m gyors    | 3:58,80  | 3.       | 26.      | kiesett | kiesett | kiesett | kiesett  |
| Artur Costa       | 1500 m gyors   | 15:41,26 | 6.       | 17.      | kiesett | kiesett | kiesett | kiesett  |
| Miguel Arrobas    | 100 m hát      | 59,37    | 3.       | 42.      | kiesett | kiesett | kiesett | kiesett  |
| Miguel Arrobas    | 200 m hát      | 2:06,02  | 6.       | 34.      | kiesett | kiesett | kiesett | kiesett  |
| Alexandre Yokochi | 100 m mell     | 1:05,61  | 3.       | 39.      | kiesett | kiesett | kiesett | kiesett  |
| Alexandre Yokochi | 200 m mell     | 2:18,97  | 3.       | 25.      | kiesett | kiesett | kiesett | kiesett  |
| Miguel Cabrita    | 100 m pillangó | 57,07    | 6.       | 46.      | kiesett | kiesett | kiesett | kiesett  |
| Miguel Cabrita    | 200 m pillangó | 2:04,28  | 6.       | 34.      | kiesett | kiesett | kiesett | kiesett  |
| Diogo Madeira     | 200 m pillangó | 2:02,22  | 2.       | 29.      | kiesett | kiesett | kiesett | kiesett  |
| Diogo Madeira     | 200 m vegyes   | 2:07,38  | 2.       | 33.      | kiesett | kiesett | kiesett | kiesett  |

Női
| Versenyző     | Versenyszám    | Előfutam | Előfutam | Előfutam | Döntő   | Döntő   | Döntő   | Helyezés |
| Versenyző     | Versenyszám    | Idő      | Hely.    | Össz.    | Típus   | Idő     | Hely.   | Helyezés |
| ------------- | -------------- | -------- | -------- | -------- | ------- | ------- | ------- | -------- |
| Ana Alegria   | 100 m gyors    | 1:00,35  | 7.       | 41.      | kiesett | kiesett | kiesett | kiesett  |
| Ana Alegria   | 100 m pillangó | 1:04,18  | 4.       | 36.      | kiesett | kiesett | kiesett | kiesett  |
| Joana Arantes | 100 m pillangó | 1:04,59  | 4.       | 39.      | kiesett | kiesett | kiesett | kiesett  |
| Joana Arantes | 200 m pillangó | 2:16,56  | 6.       | 19.      | kiesett | kiesett | kiesett | kiesett  |
| Ana Barros    | 100 m hát      | 1:06,11  | 7.       | 36.      | kiesett | kiesett | kiesett | kiesett  |
| Ana Barros    | 200 m hát      | 2:17,59  | 2.       | 24.      | kiesett | kiesett | kiesett | kiesett  |

## Vitorlázás
Férfi
| Versenyző                   | Versenyszám     | Futam | Futam  | Futam | Futam | Futam | Futam | Futam | Futam | Futam  | Futam | Pontszám | Helyezés |
| Versenyző                   | Versenyszám     | 1     | 2      | 3     | 4     | 5     | 6     | 7     | 8     | 9      | 10    | Pontszám | Helyezés |
| --------------------------- | --------------- | ----- | ------ | ----- | ----- | ----- | ----- | ----- | ----- | ------ | ----- | -------- | -------- |
| João Rodrigues              | Szörfvitorlázás | 31,0  | 16,0   | 24,0  | 24,0  | 28,0  | 27,0  | 30,0  | 29,0  | (33,0) | 24,0  | 233,0    | 23.      |
| Victor Rocha Eduardo Seruca | 470-es osztály  | 29,0  | (33,0) | 26,0  | 32,0  | 10,0  | 27,0  | 24,0  |       |        |       | 148,0    | 24.      |

Nyílt
| Versenyző                         | Versenyszám | Futam | Futam | Futam  | Futam | Futam | Futam | Futam | Pontszám | Helyezés |
| Versenyző                         | Versenyszám | 1     | 2     | 3      | 4     | 5     | 6     | 7     | Pontszám | Helyezés |
| --------------------------------- | ----------- | ----- | ----- | ------ | ----- | ----- | ----- | ----- | -------- | -------- |
| Fernando Bello Francisco de Mello | Csillaghajó | 0,0   | 15,0  | (33,0) | 25,0  | 14,0  | 27,0  | 20,0  | 101,0    | 12.      |

| Versenyző                                          | Versenyszám | Előfutam | Előfutam | Előfutam | Előfutam | Előfutam | Előfutam | Előfutam | Előfutam | Csoportkör | Csoportkör | Csoportkör | Csoportkör | Csoportkör | Csoportkör | Csoportkör | Kieséses szakasz | Kieséses szakasz | Helyezés |
| Versenyző                                          | Versenyszám | 1        | 2        | 3        | 4        | 5        | 6        | Pont     | Hely.    |            |            |            |            |            | Pont       | Hely.      | Elődöntő         | Döntő            | Helyezés |
| -------------------------------------------------- | ----------- | -------- | -------- | -------- | -------- | -------- | -------- | -------- | -------- | ---------- | ---------- | ---------- | ---------- | ---------- | ---------- | ---------- | ---------------- | ---------------- | -------- |
| Ricardo Batista António Correia Luís Miguel Santos | Soling      | (27,0)   | 27,0     | 22,0     | 24,0     | 22,0     | 21,0     | 116,0    | 21.      | kiesett    | kiesett    | kiesett    | kiesett    | kiesett    | kiesett    | kiesett    | kiesett          | kiesett          | 21.      |

## Vívás
Férfi
| Versenyző      | Versenyszám       | Csoportkör | Csoportkör | Selejtező         | 32-es főtábla     | Egyenes ág a negyeddöntőért | Egyenes ág a negyeddöntőért | Vigaszág a negyeddöntőért | Vigaszág a negyeddöntőért | Vigaszág a negyeddöntőért | Vigaszág a negyeddöntőért | Negyeddöntő       | Elődöntő          | Döntő             | Helyezés |
| Versenyző      | Versenyszám       | Csoportkör | Csoportkör | Selejtező         | 32-es főtábla     | 1. kör                      | 2. kör                      | 1. kör                    | 2. kör                    | 3. kör                    | 4. kör                    | Negyeddöntő       | Elődöntő          | Döntő             | Helyezés |
| Versenyző      | Versenyszám       | Ellenfél Eredmény | Hely.      | Ellenfél Eredmény | Ellenfél Eredmény | Ellenfél Eredmény           | Ellenfél Eredmény           | Ellenfél Eredmény         | Ellenfél Eredmény         | Ellenfél Eredmény         | Ellenfél Eredmény         | Ellenfél Eredmény | Ellenfél Eredmény | Ellenfél Eredmény | Helyezés |
| -------------- | ----------------- | --- | ---------- | ----------------- | ----------------- | --------------------------- | --------------------------- | ------------------------- | ------------------------- | ------------------------- | ------------------------- | ----------------- | ----------------- | ----------------- | -------- |
| José Guimarães | Tőr, egyéni       | 2. csoport · Dmitrij Sevcsenko (EUN) · 2-5 · Marian Sypniewski (POL) · 1-5 · Kiss Róbert (HUN) · 2-5 · Vang Li-hung (Wang Lihong) (CHN) · 1-5 · Kim Seung-Pyo (KOR) · 4-5 · Zaddick Longenbach (USA) · 5-2 | 7.         | kiesett           | kiesett           | kiesett                     | kiesett                     | kiesett                   | kiesett                   | kiesett                   | kiesett                   | kiesett           | kiesett           | kiesett           | 52.      |
| José Bandeira  | Párbajtőr, egyéni | 4. csoport · Kulcsár Krisztián (HUN) · 3-5 · Robert Felisiak (GER) · 3-5 · Michael O’Brien (IRL) · 3-5 · Robert Marx (USA) · 0-5 · Manuel Pereira (ESP) · 3-5 · José Marcelo Álvarez (PAR) · 5-3           | 6.         | kiesett           | kiesett           | kiesett                     | kiesett                     | kiesett                   | kiesett                   | kiesett                   | kiesett                   | kiesett           | kiesett           | kiesett           | 61.      |
| Rui Frazão     | Párbajtőr, egyéni | 10. csoport · Pavel Kolobkov (EUN) · 4-5 · Thomas Lundblad (SWE) · 2-5 · Arnd Schmitt (GER) · 1-5 · Viktor Zuikov (EST) · 4-5 · Rafael di Tella (ARG) · 0-5 · Wong Liang Hun (SIN) · 5-1                   | 7.         | kiesett           | kiesett           | kiesett                     | kiesett                     | kiesett                   | kiesett                   | kiesett                   | kiesett                   | kiesett           | kiesett           | kiesett           | 60.      |
| Luís Silva     | Kard, egyéni      | 4. csoport · Alekszandr Sirsov (EUN) · 2-5 · Antonio García (ESP) · 2-5 · Köves Csaba (HUN) · 1-5 · Gary Fletcher (GBR) · 0-5 · Robert Cottingham (USA) · 2-5                                              | 6.         | kiesett           | kiesett           | kiesett                     | kiesett                     | kiesett                   | kiesett                   | kiesett                   | kiesett                   | kiesett           | kiesett           | kiesett           | 40.      |